# Stepping Out (Diana Krall)
Stepping Out è il primo album in studio della cantante e pianista canadese Diana Krall, pubblicato nel 1993.

## Tracce
1. This Can't Be Love (Lorenz Hart, Richard Rodgers) - 4:31
2. Straighten Up and Fly Right (Nat King Cole, Irving Mills) - 3:56
3. Between the Devil and the Deep Blue Sea (Harold Arlen, Ted Koehler) - 4:04
4. I'm Just a Lucky So-and-So (Mack David, Duke Ellington) - 4:23
5. Body and Soul (Frank Eyton, Johnny Green, Edward Heyman, Robert Sour) - 5:35
6. 42nd Street (strumentale; Al Dubin, Harry Warren) - 6:21
7. Do Nothing Till You Hear from Me (Ellington, Bob Russell) - 4:33
8. Big Foot (Klaus Suonsaari) - 7:07
9. The Frim-Fram Sauce (Redd Evans, Joe Ricardel) - 4:08
10. Jimmie (Diana Krall) - 5:26
11. As Long as I Live (Arlen, Koehler) - 4:42
12. On the Sunny Side of the Street (Dorothy Fields, Jimmy McHugh) - 4:51